# Shannon Crawford
Shannon Crawford (12 settembre 1963) è un'ex canottiera canadese.

## Palmarès

### Olimpiadi
- 1 medaglia:
  - 1 oro (Barcellona 1992 nell'otto)